# Marquesado de Santa Marina
El marquesado de Santa Marina es un título nobiliario español creado por el rey Alfonso XII, el 10 de diciembre de 1874, a favor de Juan-José Zapatero y Navas, Ducer y Padilla, Gentilhombre de cámara de S.M.; Teniente General del Estado Mayor; Ministro del Tribunal Supremo de Guerra y Marina; Capitán General de Cataluña, Andalucía y Galicia; director general de administración militar.
El actual titular, desde 1981, es Ramón García-Menacho y Osset, cuarto marqués de Santa Marina.

## Marqueses de Santa Marina
|                                       | Titular                                     | Periodo                               |
| Creado en 1874 por el rey Alfonso XII | Creado en 1874 por el rey Alfonso XII       | Creado en 1874 por el rey Alfonso XII |
| ------------------------------------- | ------------------------------------------- | ------------------------------------- |
| i                                     | Juan-José Zapatero y Navas, Ducer y Padilla | 1874-1881                             |
| ii                                    | Isabel Zapatero y Domínguez                 | 1882-?                                |
| iii                                   | Vicente García-Menacho y Atard              | 1956-?                                |
| iv                                    | Ramón García-Menacho y Osset                | 1981-actual titular                   |

## Historia de los marqueses de Santa Marina
- Juan-José Zapatero y Navas, Ducer y Padilla (1810-1881), i marqués de Santa Marina, Gentilhombre de cámara de S.M.; Teniente General del Estado Mayor; Ministro del Tribunal Supremo de Guerra y Marina; Capitán General de Cataluña, Andalucía y Galicia; director general de administración militar.

1. Casó con Rafaela Domínguez Navas.

Le sucedió, el 30 de enero de 1882, su hija:
- Isabel Zapatero y Domínguez (n.1846-?), ii marquesa de Santa Marina.

Le sucedió, el 2 de marzo de 1956, su sobrino (hijo de Vicente García-Menacho y Ródenas, y de Adela Atard Belda; nieto de Ramón García y Menacho, y de Adela de Ródenas y Serra):
- Vicente García-Menacho y Atard (1905-?), iii marqués de Santa Marina, Coronel de Artillería, Ingeniero industrial militar.

1. Casó en primeras nupcias, en 1933, con Asunción Osset de la Sota (n.1905-1938).
2. Casó en segundas nupcias, en 1947, con Josefina Osset de la Sota (n.1919-?), hermana de la anterior.

Le sucedió, el 24 de septiembre de 1981, de su primer matrimonio, su hijo único:
- Ramón García-Menacho y Osset (n.1936), iv marqués de Santa Marina, Coronel de Artillería, Caballero de la Real Hermandad del Santo Cáliz de Valencia.

1. Casó, en 1968, con Pilar Rovira y Coello de Portugal (n.1944). Con descendencia.

Actual titular.